# Annette Volkamer
Annette Volkamer   (Friburg de Brisgòvia, segle XX) és una pianista alemanya.

## Vida i carrera
Nascuda a Friburg de Brisgòvia, Volkamer va estudiar a la Hochschule für Musik und Darstellende Kunst Mannheim amb Paul Dan i Robert Benz, així com a la Universitat de Música i Art Dramàtic de Viena amb Hans Petermandl i a la Juilliard School of Music amb Martin Canin. També va assistir a classes magistrals amb Karl-Heinz Kämmerling, Rudolf Kehrer, Michael Ponti, Yevgeny Malinin, Pavel Gililov i Hans Leygraf. L'any 1998 va guanyar la primera medalla al Concurs Internacional de Piano Maria Canals de Barcelona.
Ha participat en enregistraments radiofònics de la WDR i la SWR i ha treballat amb orquestres com la Konzerthausorchester Berlin, la Staatsphilharmonie Rheinland-Pfalz, la Staatsphilharmonie Krakow, la Philharmonia Hungarica i "I Solisti di Praha". Com a solista, ha actuat en escenaris com el Prinzregententheater de Múnic, el Konzerthaus de Berlín, el Festspielhaus de Lucerna, l'Ateneu Romanès i l'Òpera Estatal de Cracòvia. Amb l'actor Charles Brauer, va crear la velada Beethoven i les dones.
Des de l'any 2000, Volkamer és professora de piano a la Universitat de Música i Arts Escèniques de Mannheim.

## Publicacions
- CD: Leopold Kozeluch – Musik in seltener Solobesetzung RBM (RBM 463 076)